# Marcelo Lopes
Marcelo André Veiga Lopes (Oeiras, 21 aprile 1994) è un calciatore portoghese, di origini capoverdiane, attaccante svincolato.

## Carriera
Dopo aver giocato a lungo nelle serie inferiori portoghesi con il Real SC e nella seconda divisione olandese con l'Eindhoven, il 16 settembre 2020 viene acquistato a titolo definitivo dalla squadra rumena del Voluntari.

## Statistiche

### Presenze e reti nei club
Statistiche aggiornate al 28 luglio 2021.
| Stagione        | Squadra         | Campionato      | Campionato | Campionato | Coppe nazionali | Coppe nazionali | Coppe nazionali | Coppe continentali | Coppe continentali | Coppe continentali | Altre coppe | Altre coppe | Altre coppe | Totale | Totale |
| Stagione        | Squadra         | Comp            | Pres       | Reti       | Comp            | Pres            | Reti            | Comp               | Pres               | Reti               | Comp        | Pres        | Reti        | Pres   | Reti   |
| --------------- | --------------- | --------------- | ---------- | ---------- | --------------- | --------------- | --------------- | ------------------ | ------------------ | ------------------ | ----------- | ----------- | ----------- | ------ | ------ |
| 2020-2021       | Voluntari       | L1              | 24         | 2          | CR              | 0               | 0               |                    | -                  | -                  |             | -           | -           | 24     | 2      |
| 2021-2022       | Voluntari       | L1              | 2          | 0          | CR              | 0               | 0               |                    | -                  | -                  |             | -           | -           | 1      | 0      |
| Totale carriera | Totale carriera | Totale carriera | 26         | 2          |                 | 0               | 0               |                    | -                  | -                  |             | -           | -           | 26     | 2      |

## Palmarès

### Club

#### Competizioni nazionali
- Campeonato de Portugal: 1

Real SC: 2016-2017